# Hnúšťa
Hnúšťa (Hongaars:Nyustya) is een Slowaakse gemeente in de regio Banská Bystrica, en maakt deel uit van het district Rimavská Sobota.
Hnúšťa telt 7558 inwoners.
Abovce · Babinec · Barca · Bátka · Belín · Blhovce · Bottovo · Budikovany · Cakov · Čerenčany · Čierny Potok · Číž · Dolné Zahorany · Dražice · Drienčany · Drňa · Dubno · Dubovec · Dulovo · Figa · Gemerček · Gemerské Dechtáre · Gemerské Michalovce · Gemerský Jablonec · Gortva · Hajnáčka · Hodejov · Hodejovec · Horné Zahorany · Hostice · Hostišovce · Hrachovo · Hrušovo · Hubovo · Hnúšťa · Husiná · Chanava · Chrámec · Ivanice · Janice · Jesenské · Jestice · Kaloša · Kesovce · Klenovec · Kociha · Konrádovce · Kráľ · Kraskovo · Krokava · Kružno · Kyjatice · Lehota nad Rimavicou · Lenartovce · Lenka · Lipovec · Lukovištia · Martinová · Neporadza · Nižný Skálnik · Nová Bašta · Orávka · Ožďany · Padarovce · Pavlovce · Petrovce · Poproč · Potok · Radnovce · Rakytník · Ratkovská Lehota · Ratkovská Suchá · Riečka · Rimavská Baňa · Rimavská Seč · Rimavská Sobota · Rimavské Brezovo · Rimavské Janovce · Rimavské Zalužany · Rovné · Rumince · Slizké · Stará Bašta · Stránska · Studená · Sútor · Šimonovce · Širkovce · Španie Pole · Štrkovec · Tachty · Teplý Vrch · Tisovec · Tomášovce · Uzovská Panica · Valice · Včelince · Večelkov · Veľké Teriakovce · Veľký Blh · Vieska nad Blhom · Vlkyňa · Vyšné Valice · Vyšný Skálnik · Zacharovce · Zádor · Žíp